# 卢迪娅·蒙特罗
卢迪娅·蒙特罗（西班牙語：Ludia Montero，1999年4月17日—），生于里奧考托，古巴女子举重运动员，2018年泛美举重锦标赛女子48公斤级铜牌得主、2019年世界举重锦标赛女子45公斤级银牌得主。